# À volta do piano (Fantin-Latour)
À volta do piano é uma pintura a óleo sobre tela de 1885 do pintor francês Henri Fantin-Latour (1836-1904) foi apresentada no Salão de Pintura e de Escultura de Paris de 1885, encontrando-se actualmente no Museu de Orsay em Paris.
Esta pintura é a última do grupo de quatro obras de Fantin-Latour (as outras três podem ser vistas em Galeria) que representam grupos de personalidades artísticas da sua época. Este quadro deu destaque aos músicos tendo os dois primeiros, Homenagem a Delacroix (1864) e Estúdio em Batignolles (1870), juntado pintores que ele apreciava, e o terceiro, Esquina de mesa (1872), juntado escritores.

## Descrição
Estão representadas oito personagens à volta de um piano em dois grupos de quatro; são elas, da esquerda para a direita:
- Sentados: Emmanuel Chabrier ao piano, Edmond Maître e, quase escondido, Amédée Pigeon.
- De pé: Adolphe Julien, Arthur Boisseau, Camille Benoît, Antoine Lascoux e Vincent d'Indy.

Os personagens representados eram admiradores da música de Richard Wagner, designadamente Antoine Lascoux. Eram conhecidos como Os Wagnerianos.. A pintura evoca os concertos do grupo que se designava de "pequeno Bayreuth" iniciado por Antoine Lascoux e foi realizada em 1885, pouco depois de Edmond Maître ter levado Fantin-Latour a Londres para a temporada de Wagner.
A pintura também se enquadra na corrente de pinturas ditas wagnerianas, num momento em que após a sua morte em  1883 a admiração por Wagner estava no auge, havendo numerosos pintores com obras etiquetadas de wagnerianas como  Auguste Renoir, Degas, Monet, Cézanne, Redon e Puvis de Chavannes. Mas o respeito pelo músico alemão não era unânime ao ponto de, em 1886, a corrente anti-alemã ter impedido a representação da ópera Lohengrin de Wagner na Ópera Nacional de Paris..
Há quatro desenhos prepatórios da obra de Fantin-Latour que estão guardados no Museu do Louvre.

## História
O pintor obteve um grande sucesso com o quadro logo na sua primeira apresentação, tendo estado depois em várias retrospectivas de Fantin-Latour, ou em exposições colectivas.
O pintor, apesar dos três quadros de grupo anteriores e muitas naturezas-mortas e ramos de flores, não tinha obtido o sucesso de crítica esperado. Obtem-no enfim com À volta do piano o qual esteve primeiro no Museu do Palácio do Luxemburgo desde 1915, tendo sido transferido a partir de 1927 para o Museu do Louvre, depois para a Galerie do Jogo de Paume a partir de 1947 e finalmente em 1986 foi colocado no Museu de Orsay.

## Galeria

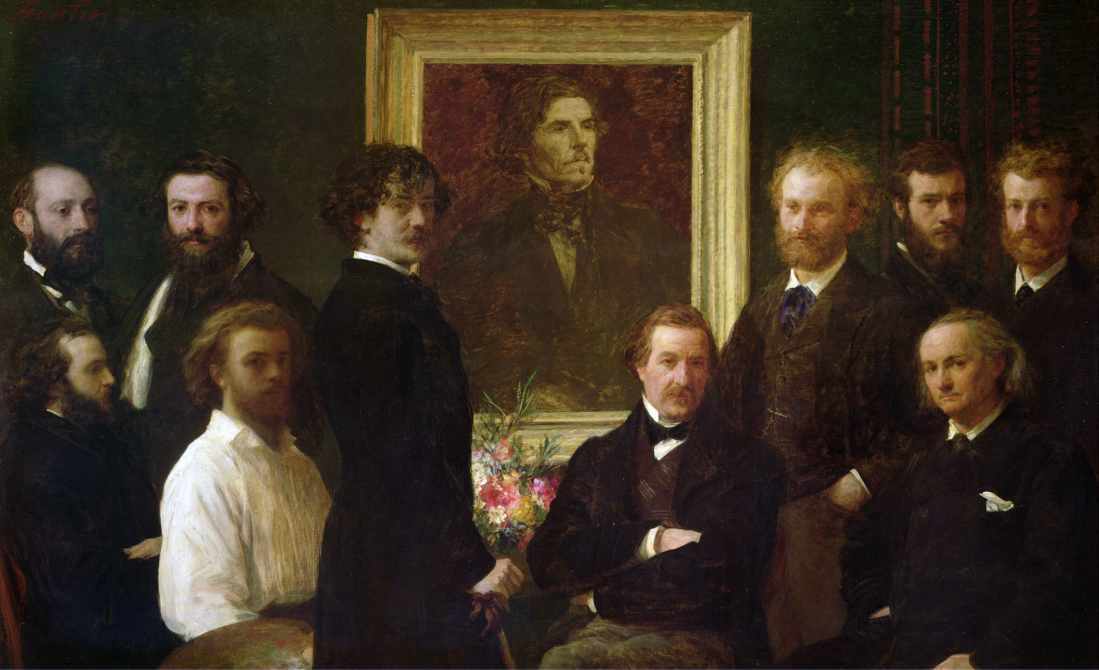
Homenagem a Delacroix (1864), Henri Fantin-Latour, Museu de Orsay, Paris.
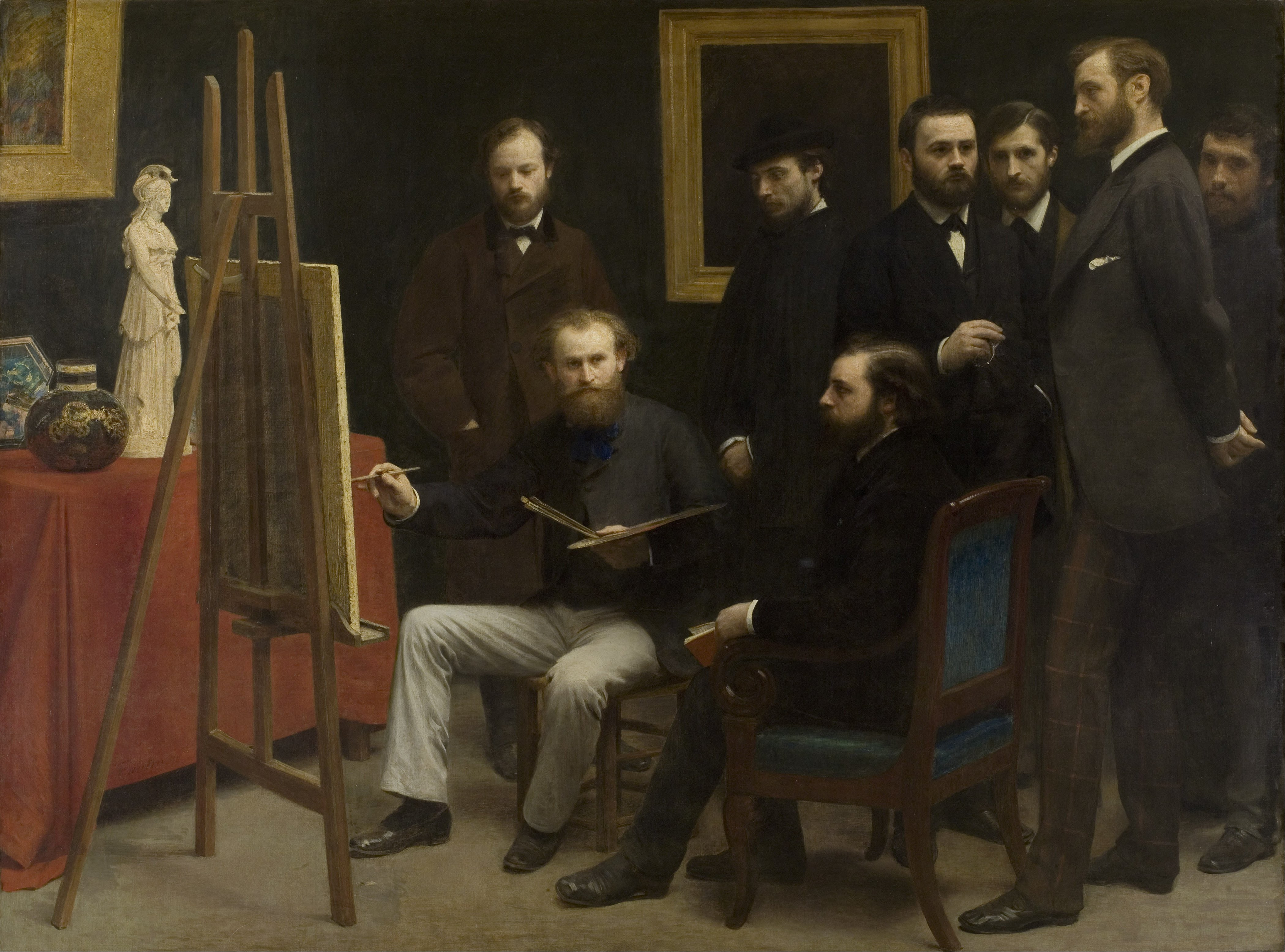
Estúdio em Batignolles (1870), Henri Fantin-Latour, Museu de Orsay, Paris.
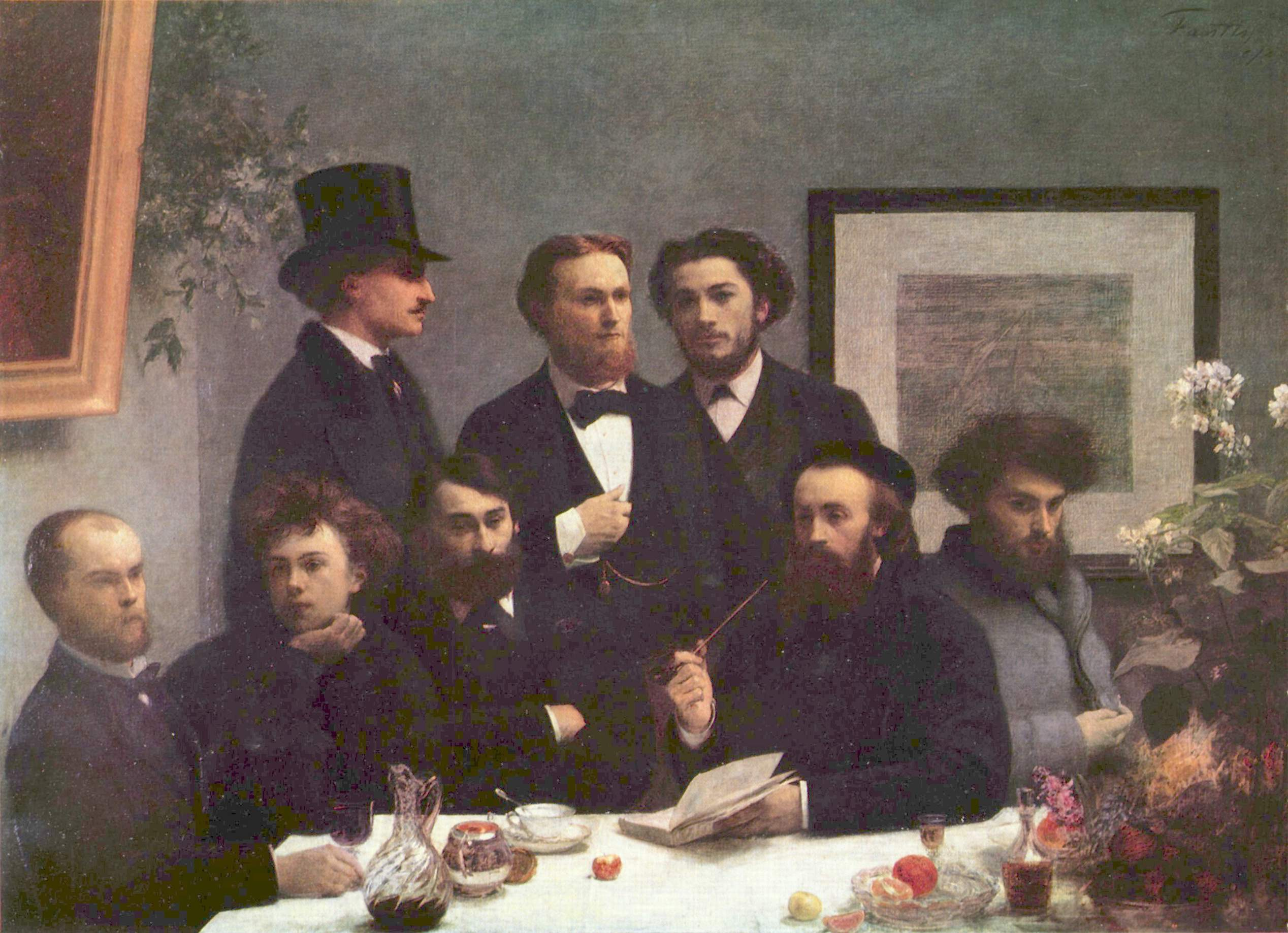
Esquina de mesa (1872), Henri Fantin-Latour, Museu de Orsay, Paris.

### Ligação externa
- A pintura no sítio do Museu de Orsay,
- A pintura no portal Joconde, das colecções dos museus de França,
- Georges Liébert, Wagner et la France, em histoire-image.org,